# مضاد البروتون

نقيض البروتون أوالبروتون المضاد، (بالإنجليزية: Antiproton)‏ هو جسيم أولي اكتشف عام 1955 بجامعة كاليفورنيا. ونقيض البروتون يعادل البروتون من وجهة الكتلة والعزم المغزلي spin وله شحنة كهربائية مساوية لشحنة البروتون إلا أنها شحنة سالبة؛ فهي -1 شحنة أولية.
وتتكون المواد الداخلة في تركيب أجسامنا والتي حولنا من جسيمات أولية مثل البروتون والنيوترون والإلكترون. ولكل منها يوجد نقيض، طبقا لما نادى به بول ديراك عام وتحقق عمليا باكتشاف البوزيترون عام 1932.
ويمكن توليد نقيض البروتون فقط في معجلات الجسيمات، بينما يوجد البوزيترون ونقيض النيوترينو في الطبيعة خلال ظاهرة تحلل بيتا.
وقد اكتشف نقيض البروتون في مركز البحوث القومي بيركيلي بالولايات المتحدة عام 1955 عن طريق معجـّل للبروتونات تبلغ طاقتة 6 مليار إلكترون فولت، حيت صُوب فيض البروتونات على هدف من النحاس فتولد نقيض البروتون. وتكاد تكفي طاقة البروتون في هذا المعجـّل إلى توليد زوجا من البروتونات ونقيض البروتون، بحيث يكتسب نقيض البروتون المتولد سرعة بطيئة. وبواسطة مجال مغناطيسي عمودي على حركة البروتون ونقيض البروتون أمكن فصلهما عن بعض حيث تختلف شحنتهما، فالبروتون موجب الشحنة ونقيضه سالب الشحنة.ومن خلال قياس منحني خط سير كل من البروتون ونقيضه، أمكن التحقق من أن الجسيم ذوالشحنة السالبة له نفس كتلة البروتون.
- يتكون نقيض البروتون من نقيضي كوارك علوي anti-up quarks ونقيض كوارك سفلي anti-down quark، وهي من الجسيمات الأولية.
- وقد أمكن عام 2006 في مركز الأبحاث النووية سيرن CERN في سويسرا تعيين دقيق جدا لكتلة نقيض البروتون ومقدارها أثقل 1836.153674 مرة من كتلة الإلكترون. وهذه تساوي بالضبط كتلة البروتون. وطبقا لنظرية الانفجار العظيم لا بد من تكوّن أعداد هائلة من الجسيمات الأولية بما فيها مضادات الجسيمات، ولا يزال العلماء يبحثون في معضلة تكوّن الكون من الجسيمات المعهودة من دون أي إشارة عن وجود تجمعات نقيض البروتون في أي بقعة في الكون.

حصل Emilio Segrè على جائزة نوبل في الفيزياء لعام 1959 مع أوين تشامبرلين "لاكتشافهما للبروتون المضاد". شارك كلايد إي.ويغان وتوماس إبسيلانتيس أيضًا في التجربة.
قدم تحليل الزخم والسرعة في عدَّادين وميضيين دليلاً على تشكل جسيمات سالبة الشحنة بكتلة بروتون ؛ وتمكن العلماء المكتشفون من قمع خلفية الميزون بواسطة دارات تزامنية مناسبة. على عكس التوقعات ، فإن البروتون المضاد لا يتلاشى مع وجود بروتون في التحول إلى فوتونات ؛ ولكن يتحلل البروتون المضاد بتوليد العديد من البيونات الحرة.

## البحوث في سيرن
تُستخدم حلقة تخزين جهاز إبطاء سرعة البروتون المضاد في CERN للبحث عن البروتونات المضادة. يوجد في مركز أبحاث سيرن قسم لأبحاث البروتون المضاد ، يسمى مرفق أبحاث البروتون والأيونات (FAIR) ، كما يوجد قيد الإنشاء في مركز GSI Helmholtz قسم لأبحاث الأيونات الثقيلة في دارمشتات.
اجريت تجارب عالية الدقة على الكتلة والعزم المغناطيسي للبروتون والبروتون المضاد في تجربة Base في سيرن ( باستخدام مصيدة Penning في درجات حرارة منخفضة للغاية). في عام 2017 ، أثبتت هذه التجربة المساواة بين العزم المغناطيسي للبروتون والبروتون المضاد بدقة في نطاق المليار (10−9). وفي عام 2022 ، تم تحديد نسبة الشحنة إلى الكتلة للبروتون وكلاهما بالنسبة إلى البروتون المضاد لتكون 1،000،000،000،003  (مستو دقة  16 جزءًا لكل تريليون) ، وهو تحسن بمعامل 4 أكثر. هذا بالمقارنة بالنتائج السابقة لنفس مجموعة الباحثين.
يمكن أن يكون أحد تطبيقات البروتونات المضادة في "التصوير التجسيمي لتقيض البروتون " ، هذا يسمح بتنفيذ العلاج الإشعاعي بكفاءة أكبر. ومع ذلك ، فإن توليد حزمة من البروتون المضاد أكثر تعقيدًا بكثير من توليد حزمة بروتون. حتى الآن (2019) يوجد عدد قليل من المسرعات في جميع أنحاء العالم قادرة على القيام بذلك.
يشكل البروتون المضاد نواة أبسط ذرة مضادة: وهي ذرة الهيدروجين المضاد.

## تواجده  في الطبيعة
تم اكتشاف البروتونات المضادة في الأشعة الكونية ابتداءً من عام 1979 ، أولاً عن طريق التجارب المحمولة بالبالون ومؤخراً بواسطة أجهزة الكشف القائمة على الأقمار الصناعية. الصورة المعيارية لتواجد نقيض البروتون  في الأشعة الكونية هي أنها تنتج في تصادم بروتونات الأشعة الكونية مع النوى الذرية في الوسط البينجمي ، عبر التفاعل :
، حيث يمثل A النواة:
```
ثم تنتشر عبر المجرة ، وتصبح محصورة بالمجالات المغناطيسية للمجرة. يتم تعديل طيف طاقتهم عن طريق الاصطدام مع ذرات أخرى في الوسط بين النجمي ، ويمكن أيضًا فقدان البروتونات المضادة عن طريق "التسرب" من المجرة.
```

يتم الآن قياس طيف طاقة الأشعة الكونية   التي تنتج البروتون المضاد بشكل موثوق ويتوافق مع هذه الصورة القياسية لإنتاج البروتون المضاد عن طريق تصادم الأشعة الكونية. تضع هذه القياسات التجريبية حدودًا عليا لعدد البروتونات المضادة التي يمكن إنتاجها بطرق غريبة ، مثل إفناء جسيمات المادة المظلمة فائقة التناظر في المجرة أو من إشعاع هوكينغ الناجم عن تبخر الثقوب السوداء . يوفر هذا أيضًا حدًا أدنى لعمر البروتون المضاد بحوالي 10 مليون سنة. نظرًا لأن وقت التواجد  للبروتونات المضادة في المجرة يبلغ حوالي 10 ملايين سنة  فمن المتوقع أن يكون عمر الاضمحلال لنقيض البروتون  من شأنه أن يعدل وقت مكوث المجرة ويشوه طيف البروتونات المضادة للأشعة الكونية. هذا هو أكثر صرامة بكثير من أفضل القياسات المختبرية لعمر البروتون المضاد.

## اقرا أيضا
- بوزيترون
- بروتون
- الكترون
- نيوترون
- ذرة
- نواة
- انفجار عظيم